# Годавари
Годавари или Годи (на хинди: गोदावरी) е втората по големина река в Индия, в щатите Махаращра, Телангана и Андхра Прадеш, течаща през централните и източните райони на полуостров Индостан и вливаща се в западната част на Бенгалския залив на Индийския океан. Дължина 1465 km, площ на водосборния басейн 313 000 km². Река Годавари води началото си на 734 m н.в., от източните склонове на планината Западни Гхати, в град Панчаали, в щата Махаращра. По цялото си протежение пресича от запад-северозапад на изток-югоизток Деканското плато и при вливането си в Бенгалския залив на Индийския океан образува значителна делта, на около 22 km южно от град Какинада. В горното си течение и при пресичането на Източните Гхати има множество бързеи и прагове. Основни притоци: леви – Пурна, Пранхита, Индравати, Сабари; десни – Правара, Мула, Сампана, Манджра, Педавагу, Манар, Кинарсани. Подхранването ѝ е предимно дъждовно, с мусонен режим и лятно пълноводие. Среден годишен отток 3038 m³/s, максимален до 40 000 – 60 000 m³/s. В долното ѝ течение водите ѝ се използват за напояване на земеделски земи с площ около 4 000 km². Плавателна е плитко газещи речни съдове в средното си течение и в делтата, а главният ѝ ръкав Гаутами-Годавари е достъпен и за морски съдове. В горното и отчасти в средното ѝ течение са изградени няколко язовира, с мощни ВЕЦ-ове и иригационни системи. Долината ѝ е гъсто заселена като най-големите градове са: Нашик, Нандер, Низамабад, Раджамандри..